# Окайо, Маргарет
Маргарет Окайо — кенийская бегунья на длинные дистанции.
Впервые на международной арене выступила в 1998 году, когда заняла 5-е место в беге на 10 000 метров на играх Содружества. На чемпионате мира по полумарафону 1999 года заняла 13-е место. Принимала участие на Олимпийских играх 2004 года в марафоне, но не смогла закончить дистанцию. Двукратная победительница португальского полумарафона.

## Достижения
- 2-е место на Чикагском марафоне 1999 года — 2:26.00
- 3-е место на Нью-Йоркском марафоне 2000 года — 2:26.36
- Победительница Нью-Йоркского марафона 2001 года — 2:24.21
- Победительница Бостонского марафона 2002 года — 2:20.43
- Победительница Миланского марафона 2002 года — 2:24.59
- Победительница Нью-Йоркского марафона 2003 года — 2:22:31
- Победительница Лондонского марафона 2004 года — 2:22:35